# Улица Таранченко
Улица Таранченко — улица в исторической части Воронежа (Центральный район), проходит от улицы Чернышевского до Университетской площади. Полого спускаясь, идёт к набережной Воронежского водохранилища.

## История

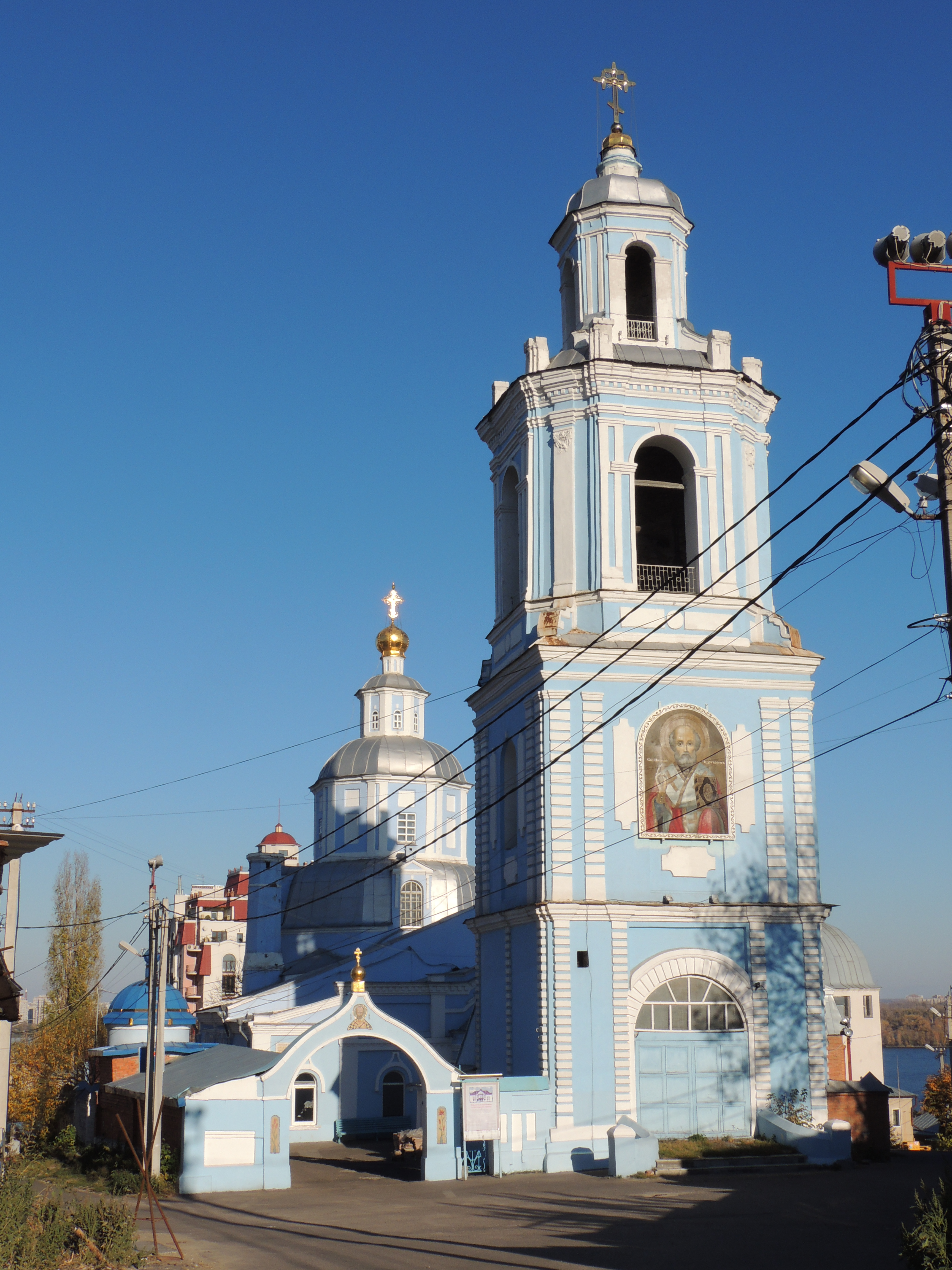
Никольская церковь

Улица складывалась постепенно, в её верхней части, от современных Университетской площади до улицы Карла Маркса, в XVII веке по линии улицы проходила стена городского острога. В средней части, в районе Никольской церкви, улица прошла по Затинной и Напрасной слободам.
Историческое название — Вознесенская — получено по храму, находившемуся на пересечении с улицей Володарского. Построенный ещё в начале XVIII века, храм не сохранился, сейчас это место застроено пятиэтажным жилым домом «хрущёвка».
Современное название, с 1928 года, в память жителя города Николая Ивановича Таранченко, погибшего в 1905 году во время еврейского погрома.
Во время боёв за город в годы Великой Отечественной войны застройка улицы серьёзно пострадала.

## Достопримечательности
д. 18 — Мещанская богадельня
д. 19А — Ансамбль церкви святителя Николая (Никольская церковь и колокольня)
д. 20 — Жилой дом Н. Т. Перетокина
д. 28 — Жилой дом мещанина Н. Ф. Окупова
д. 31 — Жилой дом
д. 40 — Дом Перрен-Синельниковых (архитектор Михаил Замятнин)

## Известные жители
д. 40 («генеральский дом») — А. Ф. Белобородов (мемориальная доска), Шумилов, Михаил Степанович (мемориальная доска)